# Daucus setifolius
Daucus setifolius är en flockblommig växtart som beskrevs av Carl Ernst Otto Kuntze. Daucus setifolius ingår i släktet morötter, och familjen flockblommiga växter. Inga underarter finns listade i Catalogue of Life.